# Mercedes-Benz W126
O Mercedes-Benz W126 é uma série de automóveis de passeio fabricada pela Daimler-Benz. Foi comercializado como a segunda geração do Mercedes-Benz Classe S e fabricado nas versões sedã (1979-1991), bem como cupê (1981-1990), sucedendo a linha W116 da empresa. A Mercedes-Benz lançou o modelo cupê C126 de 2 portas, comercializado como SEC, em setembro de 1981. Esta geração foi a primeira Classe S a ter códigos de chassi separados para distâncias entre eixos padrão e longa (W126 e V126) e para cupê (C126).
Ao longo de seus 12 anos de produção (1979–1991), 818.063 sedãs e 74.060 cupês foram fabricados, totalizando 892.123 e tornando o W126 de longe a geração mais bem-sucedida do Classe S até hoje, e a mais longa em produção.